# 国家艺术理事会 (新加坡)

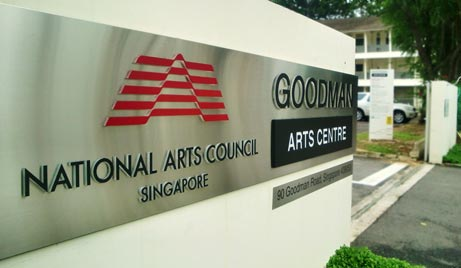
國家藝術理事會的所在地

國家藝術理事會（National Arts Council， 简写为NAC ）為新加坡政府的法定機構，上級機構是新加坡文化、社區及青年部，建立於1991年10月15日，負責監督新加坡的藝術發展。該會為藝術工作者提供撥款、獎學金、獎項及平台，以及為公眾提供藝術教育和課程。

## 歷史
1991年，國家藝術理事會成立。其前身是新加坡文化基金會、社會發展部文化組、藝術節秘書處及國家劇場信託。